# مائوریتسیو
مائوریتسیو نامی ایتالیایی برای مردان است. افراد شاخص با این نام از این قرارند:
- مائوریتسیو پولینی
- مائوریتسیو نیکتی
- مائوریتسیو کلی
- مائوریتسیو لوپی
- مائوریتسیو دامیلانو
- مائوریتسیو فوندریست
- مائوریتسیو گنز
- مائوریتسیو گائودینو
- مائوریتسیو ساری